# James L. Dye
James Louis Dye (* 18. Juli 1927 in Soudan; † 8. Oktober 2021 in Longmont) war ein US-amerikanischer Chemiker.

## Leben
James L. Dye studierte bis 1949 Chemie am Gustavus Adolphus College. 1953 machte er seinen Ph.D. an der Iowa State University. Bis zu seiner Emeritierung im Jahr 1994 war er Professor für Chemie an der Michigan State University. Er beschäftigte sich schwerpunktmäßig mit Alkalimetallen und veröffentlichte über 230 wissenschaftliche Publikationen. Dye war Mitglied der National Academy of Sciences und der American Academy of Arts and Sciences. Im Jahr 1992 erhielt er die Ehrendoktorwürde der Northern Michigan University. 1997 wurde er mit dem American Chemical Society Award in Inorganic Chemistry ausgezeichnet, bereits 1990 hatte er den Chemical Pioneer Award erhalten. Außerdem erhielt er zwei Guggenheim-Stipendien.
Er war verheiratet und hatte drei Kinder.